# Burchardinger (französisches Adelsgeschlecht)
Die französischen Burchardinger (frz. Bourchardides) stammen von Burchard Ratepilate ab. Seine Nachkommen sind die Grafen von Vendôme, Melun und Paris.

## Herkunft
Aktuelle Arbeiten zur Herkunft der französischen Burchardinger postulieren eine Abstammung in weiblicher Linie von den Agilolfingern. Burchard Ratepilate war in der Tat ein Urenkel von Aubry von Sens und Engeltrude, der Tochter des Grafen Odo von Orléans.
Ein erster Burchard wird 891 und 905 in den Schriften der Abtei Saint-Martin de Tours erwähnt, wird aber nicht ausdrücklich als Graf von Vendôme bezeichnet.
Bouchard Ratepilate, sein Sohn, ist der erste, bei dem man sicher sein kann, dass er Graf von Vendôme war. Er und seine Nachfolger profitierten als Vertraute der Robertiner von deren Aufstieg.

## Stammliste
1. Bouchard, 891 und 905 bezeugt
  1. Burchard Ratepilate, Graf von Vendôme
    1. Burchard I. der Ehrwürdige († 1005), Graf von Vendôme, Paris, Melun und Corbeil, ⚭ Elisabeth von Melun, Witwe des Grafen Haimon von Corbeil (Le Riche)
      1. Elisabeth ⚭ Fulko III. Nerra, Graf von Anjou
        1. Adele von Anjou ⚭ Bodo von Nevers († 1023), Graf von Vendôme (Haus Monceaux)

      2. Renaud von Vendôme († 1017), Kanzler Hugo Capets 989, Bischof von Paris 991